# Paralabidocera separabilis
Paralabidocera separabilis is een eenoogkreeftjessoort uit de familie van de Acartiidae. De wetenschappelijke naam van de soort is voor het eerst geldig gepubliceerd in 1976 door Brodsky & Zvereva.